# サイエンス社
株式会社サイエンス社（サイエンスしゃ、英称：SAIENSU - SHA Co.,Ltd.）は、東京都渋谷区千駄ヶ谷にある日本の出版社・出版会社である。

## 概要
グループ企業に株式会社新世社（しんせいしゃ、英称：SHINSEI - SHA Co.,Ltd.）、株式会社数理工学社（すうりこうがくしゃ、英称：SUURIKOUGAKUSHA - SHA Co.,Ltd.）があり、3社でサイエンス社グループを形成している。いずれも千駄ヶ谷の同じビル内に所在する。
サイエンス社は自然科学・情報科学・人文科学分野の学術書や、雑誌『数理科学』を発行している。また、新世社は社会科学、数理工学社は工学系の学術書をそれぞれ発行している。